# Eupithecia macrocarpata
Eupithecia macrocarpata är en fjärilsart som beskrevs av Mcdunnough 1944. Eupithecia macrocarpata ingår i släktet Eupithecia och familjen mätare. Inga underarter finns listade i Catalogue of Life.